# タプナード

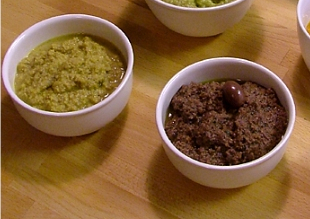
タプナード

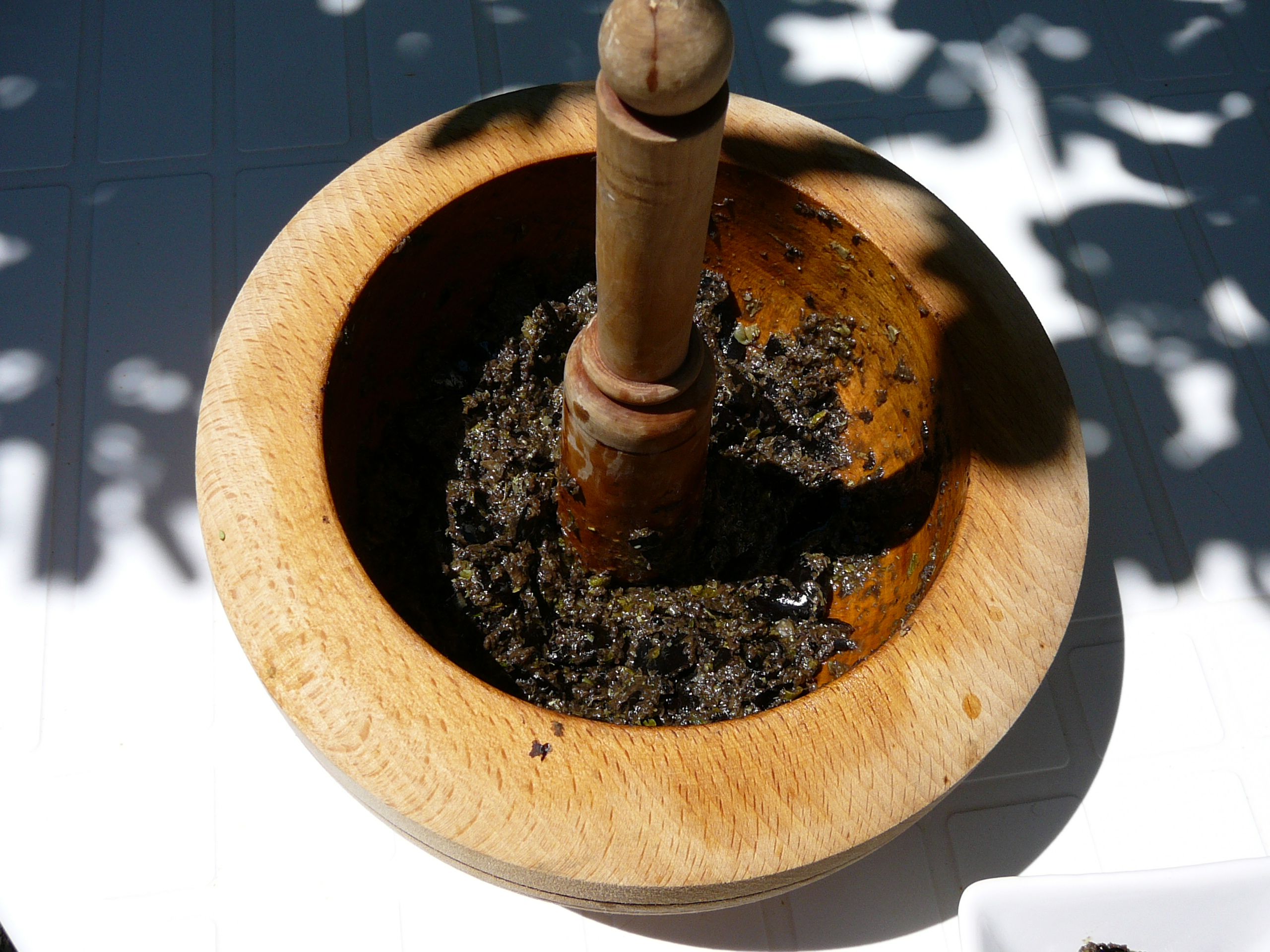
乳鉢で作成中

タプナード（仏: tapenade、オック語: tapenada）は、フランス南東部のプロヴァンス地方を発祥とするペースト。
タプナードには黒オリーブを使用した黒のタプナードと、緑オリーブを使用した緑のタプナードの2種類があり、黒のタプナードの材料は、黒オリーブ、アンチョビ、オリーブオイル、にんにく、ケッパーのピクルスなどで、緑のタプナードの材料は、緑オリーブ、松の実、粉末アーモンド、にんにく、ケッパーのピクルスなどである。